# De största grekerna
De största grekerna (grekiska: Μεγάλοι Έλληνες, Megaloi Ellēnes) var ett grekiskt TV-program producerat och sänt av det grekiska TV-nätverket Skai TV. I programmet, som sändes i flera avsnitt, gjordes omröstningar om de största grekerna genom tiderna. Omröstningen "vanns" av Alexander den Store. 

## De tio främsta placeringarna
| Ranking | Föreslagen "storgrek"   | Känd supporter      |
| ------- | ----------------------- | ------------------- |
| 1       | Alexander den Store     | Yannis Smaragdis    |
| 2       | Georgios Papanikolaou   | Maria Houkli        |
| 3       | Theodoros Kolokotronis  | Sia Kosioni         |
| 4       | Konstantinos Karamanlis | Stefanos Manos      |
| 5       | Sokrates                | Vassilis Karasmanis |
| 6       | Aristoteles             | Gregory Patrikareas |
| 7       | Eleftherios Venizelos   | Petros Tatsopoulos  |
| 8       | Ioannis Kapodistrias    | Thanos Veremis      |
| 9       | Platon                  | Pemy Zouni          |
| 10      | Perikles                | Tasos Telloglou     |